# Gerd-M. Achterberg
Gerd-Manfred Achterberg (* 2. Juni 1948 in Sülfeld) ist ein deutscher Rechtsanwalt und Politiker (erst in der FDP, und jetzt in der SPD). Von 1992 bis 1998 war er Bürgermeister der Stadt Bad Oldesloe.

## Leben
Gerd-M. Achterberg ist ein Sohn des nationalsozialistischen Funktionärs im Amt Rosenberg, Religionswissenschaftlers, Journalisten und Unitariers Eberhard Achterberg und dessen Frau Elisabeth, geb. Pusch, und ein Bruder von Bernhard Achterberg.
Nach dem Abitur in Neumünster studierte Achterberg ab 1970 Jura und Volkswirtschaft an der Universität Kiel, die juristischen Staatsexamen erfolgten 1977 und 1979. Bis 1988 wirkte er als selbstständiger Rechtsanwalt, dann als Richter und Referent im schleswig-holsteinischen Justizministerium. Von 1992 bis 1998 war er Bürgermeister von Bad Oldesloe. Seit 1998 ist er wieder als selbständiger Rechtsanwalt für Strafrecht und Strafvollzugsrecht in Neumünster tätig.
Achterberg war von 1964 bis zum Ende der sozialliberalen Koalition im Jahr 1982 Mitglied der FDP, Landesvorstandsmitglied der Partei, Ratsherr und Fraktionsvorsitzender in Neumünster, Bundesvorsitzender des Liberalen Hochschulverbandes (LHV) und Landesvorsitzender der Deutschen Jungdemokraten (DJD). 1984 trat er in die SPD ein. Auch für die Sozialdemokraten saß er in der Ratsversammlung von Neumünster.